# Kaliwates (Kembangbahu)
Kaliwates is een bestuurslaag in het regentschap Lamongan van de provincie Oost-Java, Indonesië. Kaliwates telt 1967 inwoners (volkstelling 2010).